# Ма'руф
Ма'руф ( араб. معروف  </link> ) - ісламський термін, що означає те, що є «добре відомим, загальноприйнятим, ...те, що є хорошим, корисним ...; справедливість;».  У Корані воно вживається 38 разів. Слово найчастіше зустрічається в повчанні Корану: امر بالمعروف و نهى عن المنكر «Amr bil Ma'ruf wa Nahy an al Munkar», що часто перекладається як «Наказуй добро і забороняй зло».
Досучасна ісламська література описує побожних мусульман (зазвичай вчених), які вживають заходів, щоб заборонити зло, знищивши заборонені предмети, зокрема алкогольні напої та музичні інструменти.  У сучасному мусульманському світі різні державні або напівдержавні органи (часто з такими фразами, як «Сприяння доброчесності та попередження пороку» у своїх назвах) з’явилися в Ірані, Саудівській Аравії,  Нігерії, Судані, Малайзії тощо, у різний час і з різними рівнями влади. 
Існує хадис, в якому Мухаммад цитує слова: «Моя умма ніколи не погодиться з помилкою».  Це тлумачиться так, що консенсус спільноти є джерелом морального та правового авторитету.
У Корані також є інший вірш, який говорить: «والاقربون أولى بالمعروف», що часто перекладається як «ті, хто поруч з вами».

## Дивись також
- Іджма